# Castle Cary
Castle Cary är en stad och civil parish i Somerset i England. Orten har 2 276 invånare (2011).